# 홍원진
홍원진(한국 한자: 洪元辰, 2000년 4월 4일 ~ )는 대한민국의 축구 선수로, 포지션은 중앙 미드필더이다. 현재 수원 삼성 블루윙즈 소속이다.